# Franciscus Floridus
Franciscus Floridus, apodado Sabinus (Dodanio, Tierra Sabina; ¿?-1547), fue un religioso, gramático y poeta latino de Italia.
Después de la aserción de Gérard Vossius y de sus contemporáneos, Floridus fue un escritor sabio y laborioso, de una erudición poco común y de un discernimiento exquisito (cita sacada de "Biographie universelle", París, 1839; autor: F. Xavier de Feller).

## Biografía
Franciscus Floridus floreció después de la restauración de la letras en Occidente, abrazó el estado eclesiástico y enseñó durante algunos años griego y latín en Bolonia, con un gran concurso de oyentes.
Posteriormente, se fue a Francia a ruegos de Francisco I de Francia, quien le dio una acogida digna de sus talentos y le asignó una pensión considerable, encargado de emprender la traducción de "La Odisea" en versos latinos y compuso una "Apología" que fue muy bien acogida, y tradujo al latín el "Himno a Diana", de la edición griega de Calimaco (poeta), 1549, in 4º.. 
Escribió también un libro intitulado "Intérpretes de derecho civil", impreso en 1640 en fólio, refiriendo las faltas de los mismos intérpretes de derecho civil, que Lorenzo Valla ya había notado y refutado, y también censuró y refutó al mismo tiempo las respuestas que pretendieron dar Uldarico, Zazio y Andrés Alciato.
Vossius dice de Floridus que fue un delicado y cortés escritor, y Alciato por venganza le denomina con el nombre de Franciscus Oldius, y sobre esto véase sobre este emblema las notas de Claude Mignoult, en la edición de "Ad Alciati emblemata" Lugduni, 1614, y defendió a Erasmo de Róterdam contra Étienne Dolet, este último escribió "De imitatione Ciceroniana Stephani Doleti, adversus Floridum Sabinum", Lugduni, 1540.

## Obras
- Homeri Odysseae libri octo priores latinus versibus, París, 1545, in 4º.
- Adversus Stephani Doleti calumnias liber, Rome, 1541, in 4º.
- Lectionum subcesiarum libri tres,...., Bologna, 1539.
- Apologia in Plauti...., Lyon, 1573.
- Otras